# Bicicleta Vasca
La Bicicleta Vasca (oficialmente: Euskal Bizikleta) era una competición ciclista por etapas disputada en el País Vasco (España) en el mes de junio de cada año cuyo origen está en la Bicicleta Eibarresa.
Ha estado catalogada con la categoría 2.1 y desde la creación de los Circuitos Continentales UCI en 2005, dentro de la categoría 2.HC (máxima categoría de estos circuitos).

## Historia

### G. P. República
Fueron los inicios de la Vuelta a España.

### Gran Premio de la Bicicleta Eibarresa
Tiene sus orígenes en la Gran Prueba Eibarresa, clásica de un día que se disputa en la localidad armera, naciendo como prueba por etapas en el año 1952. Desde que se dejó de organizar la Vuelta al País Vasco allá por el año 1935 hubo varios intentos de recuperar una carrera por etapas que recorriese las carreteras del País Vasco, entre ellas están en Circuito del Norte, organizado en Bilbao que constó de cinco ediciones entre 1939 y 1945, y el G. P. Ayuntamiento de Bilbao, organizada primeramente en los años en los que no se celebró en primero. Pero desde Éibar se pensó que había que montar una carrera por etapas en la que se pudieran medir los ciclistas vascos con los extranjeros y para ello, y festejando el vigesimoquinto aniversario del Club Ciclista Eibarrés, se organizó el Gran Premio de la Bicicleta Eibarresa, logrando la ayuda de la mayoría de las fábricas y de la gente de Éibar.
Esta primera edición de disputó entre los días 9 y 11 de mayo e iba a constar de tres etapas, todas ellas con meta y salida en Éibar, pero recorriendo todas las provincias de Hegoalde para realizar un total de 663 km. Se logró la participación de cuatro franceses, tres italianos y dos luxemburgueses, no pudiendo finalmente hacerlo, a pesar de estar inscrito, el francés Jean Dotto, vencedor ese año en las etapas del Tour de Francia de Mont Agel y en Mont Faron, amen de haber terminado la París-Niza en cuarto posición. Entre los favoritos no había nada claro, puesto que había un abanico de corredores que cualquiera de ellos podía hacerse con el triunfo final, resultando el vencedor el francés Louis Caput.
Vídeo de la Bicicleta Eibarresa en 1956

### Unificación de la Bicicleta Eibarresa con la Vuelta al País Vasco (1969-1973)
Debido a las grandes pérdidas económicas de los últimos años, los organizadores eibarreses deciden unir la recuperada Vuelta al País Vasco con la Bicicleta Eibarresa. El diario “La Voz de España” apoyó la iniciativa y se convirtió en el principal patrocinador. Esta unión duró hasta el año de 1973. Para no complicar el palmarés de ambas pruebas, estos años se suelen considerar pertenecientes a la Vuelta al País Vasco.

### Subida a Arrate-Bicicleta Eibarresa
En el año 1987 se recuperó la Bicicleta Eibarresa de la mano de la Subida a Arrate, que se venía disputando desde el año 1941. Así fue hasta el año 1991, en que se tomó el nombre actual de Euskal Bizikleta. La carrera se disputó en tres “critériums independientes”, de tal forma que al triunfo parcial en cada etapa podía optar un corredor que se hubiera retirado en la jornada anterior. Evidentemente en la general final de la prueba los retirados no pueden aparecer. Fueron tres etapas duras, con dos puertos de primera categoría, cinco de segunda y otros cinco de tercera y a lo largo de los 593 km debían de decidir quién iba a ser el hombre que vestiría en la Subida a Arrate el preciado maillot azul de líder.

### Euskal Bizikleta-Bicicleta Vasca
A partir del año 1991 la nueva denominación de la carrera fue Euskal Bizikleta-Bicicleta Vasca (a partir del 2004 solo con la denominación en euskera), con fines de lograr una mayor proyección internacional y de ser más operativos de cara a contactar con distintas empresas, pues el nombre de la edición anterior, Subida a Arrate-Bicicleta Eibarresa-ETB Bira (debido al patrocinio de Euskal Telebista), era demasiado largo y poco conciso. De paso de quería convertir en una prueba que no fuera “sólo” de Éibar, sino que estuviera representado todo el territorio vasco con el nuevo nombre. El presupuesto rondaba los 65 millones de pesetas y las etapas tuvieron meta en Valmaseda, Tolosa, Loyola, Éibar y Arrate con un recorrido de casi 849 km. La estrella de este año iba a ser el as italiano Gianni Bugno, corredor muy querido por tierras vascas, que junto a Miguel Induráin, Toni Rominger y el anterior ganador Thierry Claveyrolat eran los favoritos de cara a la clasificación final. El trazado de esa edición era adecuado para la preparación de aquellos que estaban afinando su forma de cara a la gran cita del calendario, que no era otra que el Tour de Francia. Los escaladores partieron con ventaja al no haber ninguna etapa contra el reloj y terminar la carrera en la Subida a Arrate.
En los últimos años constaba de 5 etapas de miércoles a domingo. Tenía la peculiaridad de:
- 1.ª etapa - Empieza en la localidad guipuzcoana de Éibar.
- 4.ª etapa - En los últimos años constaba de 2 sectores. El sector matinal de menos de 100 km y por la tarde una contrarreloj de unos 15 km
- 5ª etapa: se hace entre las instalaciones de la ETB en Durango y Arrate (monte de Éibar) con más de 6 puertos.

Aunque en las ediciones del 2007 y 2008 se variaron esas costumbres habiendo solamente 3 etapas, además en la del 2008 se suprimió el doble-sector de la penúltima etapa y la salida en las instalaciones de la ETB en una última etapa de "solamente" 4 puertos. Todos esos cambios no auguraban buen futuro a la carrera provocando finalmente la fusión de nuevo con la Vuelta al País Vasco hasta mínimo 2012.

### Unificación de la Euskal Bizikleta con la Vuelta al País Vasco
Debido a la crisis económica de 2008-2016, a partir de 2009 volvió a unirse con la Vuelta al País Vasco a instancias del Gobierno Vasco que patrocinaba ambas pruebas, aunque con un porcentaje mucho mayor para la Euskal Bizikleta, de hecho la Euskal Telebista (Televisión Pública Vasca) era uno de los principales patrocinadores de la Euskal Bizikleta. Dicha unión trajo consigo que Organizaciones Deportivas El Diario Vasco se renombrase por Organizaciones Ciclistas Euskadi. Respecto a los recorridos eso supuso a partir de este año se asignó una etapa con final en Arrate, comienzo de la siguiente etapa en Éibar y varios pasos por dicha localidad.
Para no complicar el palmarés de ambas pruebas, estos años se suelen considerar pertenecientes a la Vuelta al País Vasco.

## Palmarés
| Año                               | Ganador                  | Segundo                    | Tercero                   |
| Eibarko Bizikleta                 |                          |                            |                           |
| --------------------------------- | ------------------------ | -------------------------- | ------------------------- |
| 1952                              | Louis Caput              | Willy Kemp                 | Hortensio Vidaurreta      |
| 1953                              | Vicente Iturat           | Francisco Masip            | Lido Sartini              |
| 1954                              | José Serra Gil           | Federico Martín Bahamontes | Hortensio Vidaurreta      |
| 1955                              | José Escolano            | Vicente Iturat             | Bernardo Ruiz             |
| 1956                              | Jesús Loroño             | Jesús Galdeano             | Miguel Bover              |
| 1957                              | Antón Barrutia           | Miguel Vidaurreta          | Carmelo Morales           |
| 1958                              | Jesús Loroño             | Antonio Karmany            | Antonio Suárez            |
| 1959                              | Antonio Bertrán          | Fernando Manzaneque        | Salvador Botella          |
| 1960                              | Benigno Aspuru           | Jean Claude Annaert        | Carmelo Morales           |
| 1961                              | Antonio Karmany          | Jean Claude Annaert        | Luis Otano                |
| 1962                              | Rolf Wolfshohl           | Antonio Karmany            | Francisco Gabica          |
| 1963                              | Juan José Sagarduy       | Antonio Karmany            | Fernando Manzaneque       |
| 1964                              | Carlos Echeverría        | Julio Jiménez              | Joaquín Galera            |
| 1965                              | Sebastián Elorza         | Luis Otano                 | José Luis Talamillo       |
| 1966                              | Eusebio Vélez            | Lucien Aimar               | José María Errandonea     |
| 1967                              | Carlos Echeverría        | José María Errandonea      | José Luis Uribezubia      |
| 1968                              | José María Errandonea    | Aurelio González Puente    | Francisco Gabica          |
| Arrateko Igoera-Eibarko Bizikleta |                          |                            |                           |
| 1987                              | Marino Lejarreta         | Pedro Muñoz                | Iñaki Gastón              |
| 1988                              | Jokin Mujika             | Robert Millar              | Charly Mottet             |
| 1989                              | Federico Echave          | Thierry Claveyrolat        | Pedro Muñoz               |
| 1990                              | Thierry Claveyrolat      | Federico Echave            | Francisco Javier Mauleón  |
| Euskal Bizikleta                  |                          |                            |                           |
| 1991                              | Gianni Bugno             | Piotr Ugrumov              | Miguel Induráin           |
| 1992                              | Franco Chioccioli        | Piotr Ugrumov              | Danny Nelissen            |
| 1993                              | Piotr Ugrumov            | Franco Chioccioli          | Stefano Della Santa       |
| 1994                              | Stefano Della Santa      | Evgueni Berzin             | Davide Rebellin           |
| 1995                              | Evgueni Berzin           | Alex Zülle                 | Francesco Frattini        |
| 1996                              | Miguel Indurain          | Alex Zülle                 | Marcelino García          |
| 1997                              | Abraham Olano            | Fernando Escartín          | Daniel Clavero            |
| 1998                              | Abraham Olano            | Aitor Garmendia            | Laurent Jalabert          |
| 1999                              | David Etxebarría         | José Alberto Martínez      | Unai Osa                  |
| 2000                              | Haimar Zubeldia          | Igor González de Galdeano  | David Etxebarría          |
| 2001                              | Juan Carlos Domínguez    | Joseba Beloki              | Igor González de Galdeano |
| 2002                              | Mikel Zarrabeitia        | Raimondas Rumsas           | José Azevedo              |
| 2003                              | José Antonio Pecharromán | Joseba Beloki              | Francesco Casagrande      |
| 2004                              | Roberto Heras            | Roberto Laiseka            | Samuel Sánchez            |
| 2005                              | Eladio Jiménez           | Adrián Palomares           | Aketza Peña               |
| 2006                              | Koldo Gil                | David Herrero              | Jesús del Nero            |
| 2007                              | Constantino Zaballa      | Jörg Jaksche               | José Miguel Elías         |
| 2008                              | Eros Capecchi            | Igor Antón                 | Adrián Palomares          |

## Palmarés por países
| País     | Victorias |
| -------- | --------- |
| España   | 30        |
| Italia   | 4         |
| Francia  | 2         |
| Alemania | 1         |
| Letonia  | 1         |
| Rusia    | 1         |